# 郢中街道
郢中街道，是中华人民共和国湖北省荆门市钟祥市下辖的一个乡镇级行政单位。

## 行政区划
郢中街道下辖以下地区：
皇庄社区、朝宗桥社区、连家沟社区、皇城门社区、子胥台社区、韩家街社区、码头街社区、新堤社区、中果园社区、宫塘社区、文峰社区、茶庵社区、王家湾社区、皇庄街社区、莫愁湖社区、冯家岭社区、划子口社区、皇城社区、高庙社区、南湖社区、北新集村、陈家庙村、汪庙村、孔庙村、董家巷村和林集村。